# Zufre
Zufre es un municipio español de la provincia de Huelva, en la comunidad autónoma de Andalucía. Cuenta con una población de 735 habitantes (INE 2024). Ocupa el tercer puesto en extensión en la provincia después de Almonte y Aroche

## Geografía
Su extensión superficial es de 341 km² y tiene una densidad de 2,76 hab/km². Sus coordenadas geográficas son 37° 50′ N, 6° 20′ O. Se encuentra situada a una altitud de 450 m sobre el nivel del mar y a una distancia de 131 km de la capital de provincia, Huelva, dentro del parque natural de la Sierra de Aracena y Picos de Aroche.

## Historia
En 1594 formaba parte del reino de Sevilla en la Sierra de Aroche y contaba con 314 vecinos pecheros.
Zufre es uno de los asentamientos urbanos más antiguos de Andalucía, en su núcleo urbano se han hallado restos desde la Edad de Bronce. Debió ser un núcleo urbano de cierta importancia durante la época romana, como lo atestiguan los restos arqueológicos hallados en sus inmediaciones. Será durante la época islámica cuando la Villa se convierta en una de las Villas más destacadas del Territorio, con una población que rondó los 6000 habitantes, Al - Jusani es el nombre de Zufre en época almohade, la antigua Sufre - Cufre - Zufre medieval estuvo rodeado por un recinto amurallado que rondó las 20 hectáreas y del cual, a mediados del siglo XIX, se conservaban aún 9 torres. De su patrimonio artístico destaca sobremanera el edificio del ayuntamiento, de 1570, y la iglesia de la Purísima Concepción.
Hacia mediados del siglo XIX, el lugar tenía contabilizada una población de 714 habitantes. La localidad aparece descrita en el decimosexto volumen del Diccionario geográfico-estadístico-histórico de España y sus posesiones de Ultramar de Pascual Madoz de la siguiente manera:

ZUFRE: v. con ayunt. en la prov. de Huelva (17 leg.), part. jud. de Aracena (1 1/2) , dióc., aud. terr. y c. g. de Sevilla. sit. en el limite de una colina por su parte inferior; goza de un clima sumamente saludable. Tiene 160 casas de una mediana distribución interior; una plaza llamada de la Constitucion, en la que están las casas consistoriales, el pósito y la cárcel; las calles son irregulares y mal empedradas; hay una escuela de instruccion primaria concurrida por 65 niños, y una enseñanza de niñas á la que asisten 25; tiene varias fuentes públicas para el surtido del vecindario; igl. parr. (la Purísima Concepcion) y un cementerio bien sit. Confina el térm. por el N. con el de Cala y Puerto Moral; E. con Sta. Olalla; S. Castillo de los Guardas, y O. Aracena: Atraviesa el térm. de N. á S. la rivera de Huelva, caudalosa en el invierno y de muy poca agua en el verano, y de O. á E., hasta incorporarse en dicha rivera, un arroyo que llaman del Rey, muy copioso en tiempo de lluvias: hay en él 3 ermitas rurales y varias fuentes de buenas aguas. El terreno es montuoso y muy desigual, cubierto de riscos y monte bajo, de secano y mediana calidad. Los caminos son locales y de herradura. El correo se recibe dos veces en la semana de la estafeta de Aracena. prod.: la mas general es la bellota; los cereales se importan de Estremadura, y el aceite de Sevilla; hay muy poco ganado, siendo el lanar el mas abundante, pero mucha caza de conejos, perdices, venados y jabalíes. pobl.: 212 vec., 714 alm. riqueza prod. 4.794,972 rs. imp.: 230,006.
 En el térm. de esta v. se encuentran muchos manantiales de aguas minerales, pero sin aplicacion á enfermedades determinadas.
(Madoz, 1850, p. 676)

Durante el primer tercio del siglo XX el ferrocarril de Minas de Cala llegó a contar con su propia estación dentro del municipio. La línea férrea estuvo en servicio entre 1905 y 1955, dedicada principalmente al tráfico de minerales —aunque durante varias décadas también acogió servicios de pasajeros—. En la actualidad la antigua estación se encuentra sumergida bajo las aguas del embalse de Zufre, construido entre 1983 y 1987.

## Demografía
Zufre cuenta con una población de 735 habitantes (INE 2024).
| Gráfica de evolución demográfica de Zufre entre 1842 y 2021                                                         |
| |
| Población de derecho según los censos de población del INE Población de hecho según los censos de población del INE |

## Patrimonio
Edificios y monumentos:

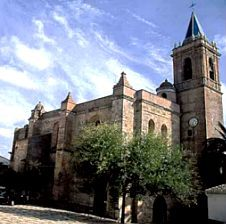
Iglesia de la Purísima Concepción

- Un sector de la localidad está declarado Bien de Interés Cultural, con categoría de Conjunto Histórico.[5][6]

- Iglesia parroquial de la Purísima Concepción.[3] Bien de Interés Cultural, con categoría de Monumento.[7][8]

- El edificio del Ayuntamiento.
- El parque-mirador conocido como "El Paseo", y denominado "Paseo de los Alcaldes José Navarro y Andrés Pascual".
- La ermita de Santa Zita.
- La ermita de Nuestra Señora del Puerto.
- El humilladero de San Sebastián.

- Torre de las Harinas. Bien de Interés Cultural, con categoría de Monumento.[9][10]

- Torre del Alcahuete, conocida como "torreón". Bien de Interés Cultural, con categoría de Monumento.[9][11]

- Ruta del Agua. Varias fuentes públicas y lavaderos dentro del Conjunto histórico.

## Fiestas populares

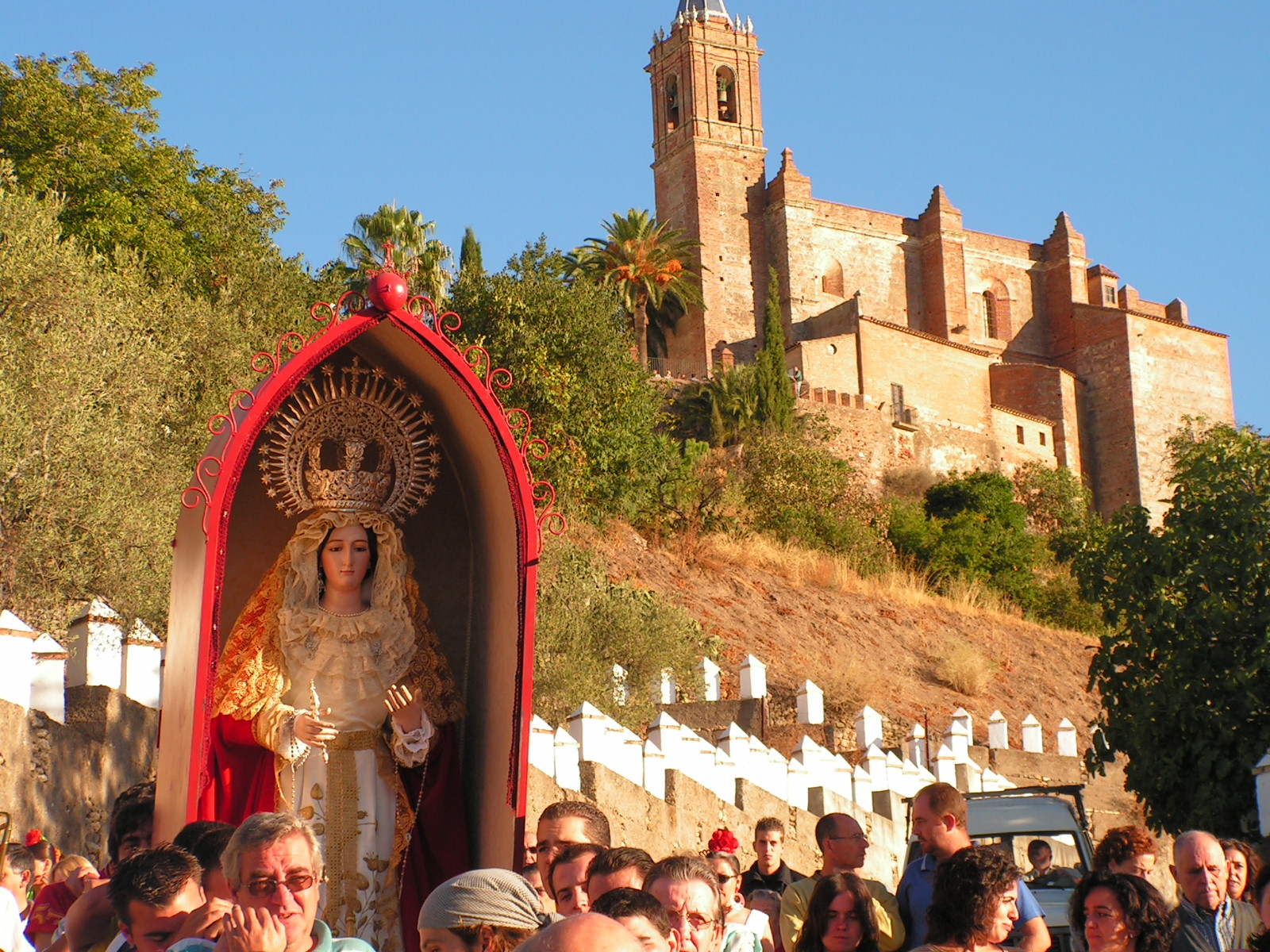
Romerías de la Virgen del Puerto.

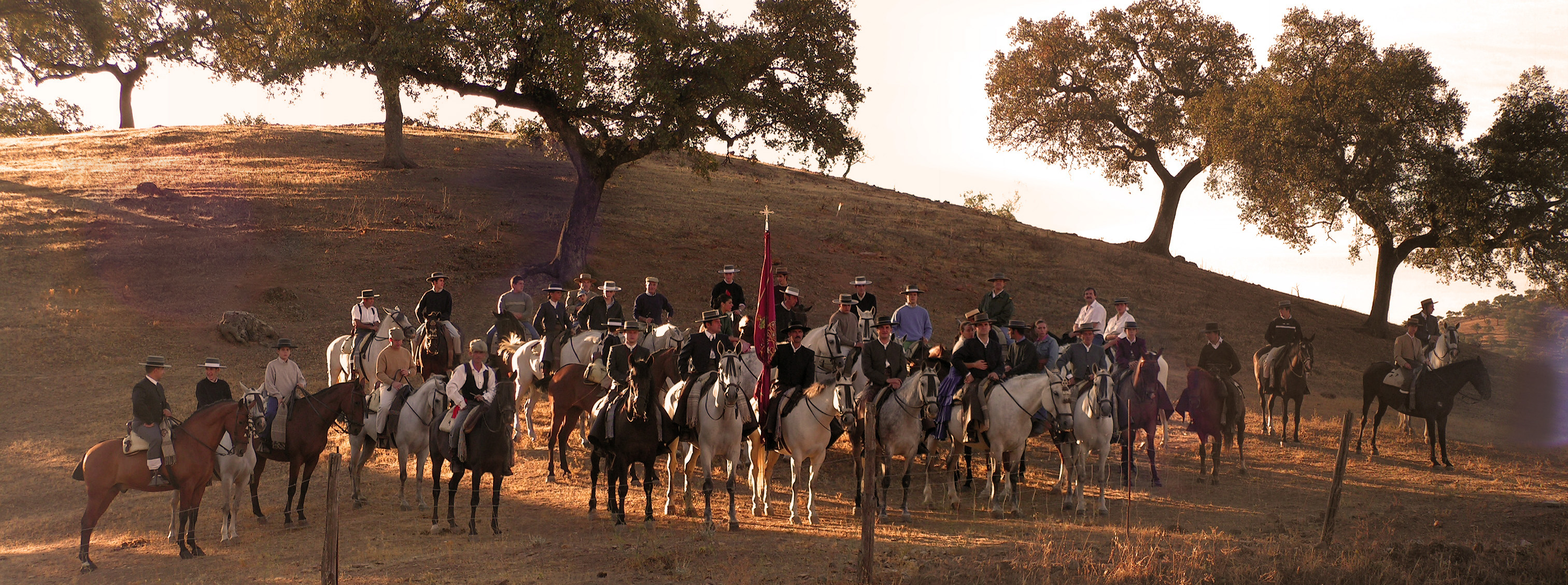
Caballistas en la Romería.

Existen varias fiestas tradicionales:
- Las romerías y la feria en honor a la Virgen Nuestra Señora del Puerto.
- Las procesiones de Semana Santa. Quema del Judas.
- La noche de las Candelas.
- La Misa de Mayo.
- Feria del aceite.
- Concierto en honor a la patrona de la Música Santa Cecilia.[12]
- Feria de la tapa.
- Verbena de San Sebastián.
- Procesión de Santa Zita.